# Schule von Abdera
Die Schule von Abdera (oder die Abderiten bzw. die Schule der Griechischen Atomisten) war eine vorsokratische Denkschule, die um 440 bis 430 v. Chr. in Abdera in Thrakien (Nordgriechenland) gegründet wurde.

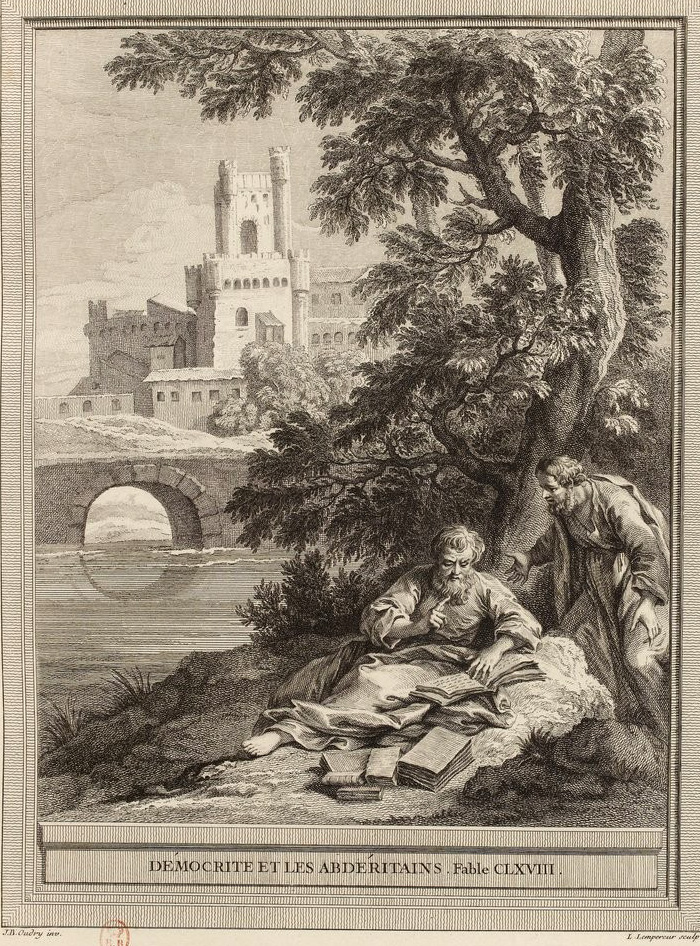
Démocrite et les Abdéritains – Radierung von Louis-Simon Lempereur (1728–1807) nach Jean-Baptiste Oudry, Ausgabe Desaint & Saillant, 1755–1759 (zur Fabel von La Fontaine)

## Einführung
Ihre Vertreter, Leukippos und Demokrit, waren die ersten Atomisten. Leukippos gilt als der Begründer und wurde entweder in Abdera oder Milet geboren. Demokrit, sein Schüler, stammte aus Abdera, ebenso wie Demokrits Schüler Protagoras. Metrodoros von Chios und Anaxarchos von Abdera waren ebenfalls Mitglieder, letzterer war der Lehrer von Pyrrhon, der schließlich die Schule leitete und später den Pyrrhonismus gründete.

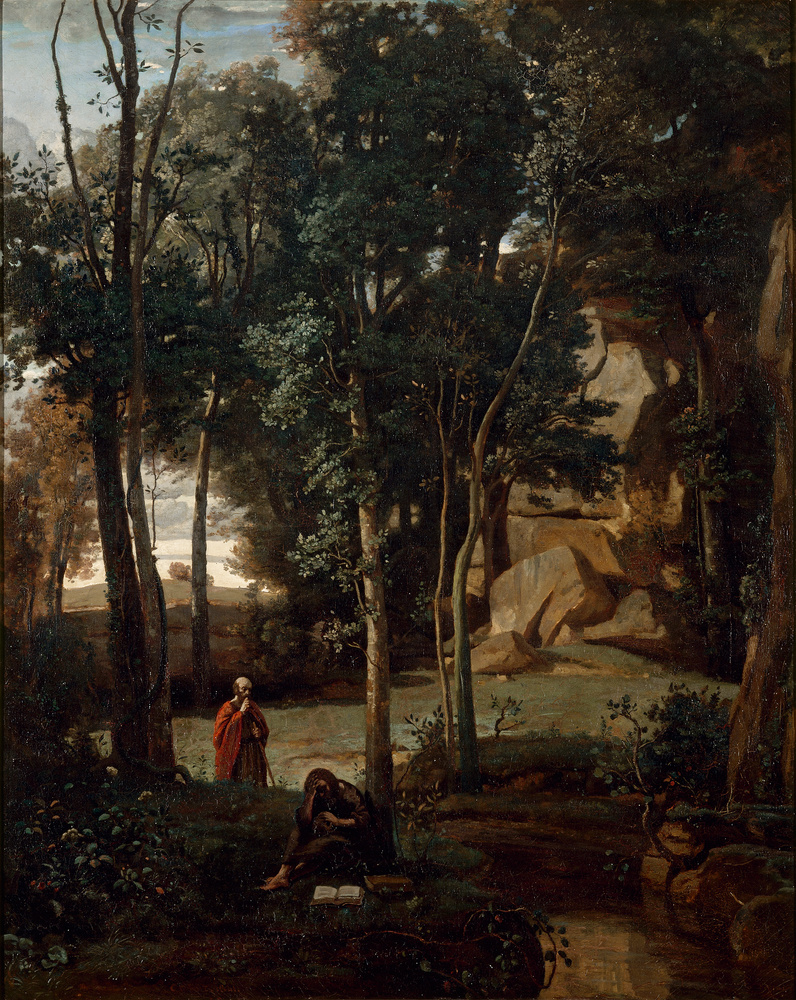
Jean-Baptiste Camille Corot: Démocrite et les Abdéritains, Landschaft

Es wird zwischen dem frühgriechischen Atomismus und dem Epikureismus unterschieden, der die spätere Version des Atomismus ist, die von Epikur entwickelt wurde.

## Philosophen
In dem Sammelwerk Die Fragmente der Vorsokratiker (Diels/Kranz, 9. Auflage) werden die folgenden Abderiten gelistet:
- Leukippos
- Demokritos
- Nessas
- Metrodoros von Chios
- Diogenes von Smyrna
- Anaxarchos
- Hekataios von Abdeia
- Apollodoros
- Nausiphanes
- Diotimos
- Bion von Abdera
- Bolos

## Zum Begriff „Abderiten“
Im Cambridge Dictionary of Philosophy wird angemerkt, dass dieser moderne Sprachgebrauch (des Wortes „Abderiten“) in einer Hinsicht unpassend sei: Der entsprechende griechische Begriff, Abderitēs, -ai, wurde in der Antike als Synonym für „Einfaltspinsel“ verwendet – nicht in Abwertung eines der drei Philosophen von Abdera, sondern als regionales Schimpfwort. In der thematisch gegliederten antiken Witzesammlung Philogelos sind die Abderiten (Ἀβδηρῖται) Gegenstand des humoristischen Spotts.
In Brewer’s Dictionary of Phrase and Fable heißt es über sie:

„Abderi′tan. A native of Abdēra, a maritime city of Thrace. The Abderītans were proverbial for stupidity, hence the phrase, "You have no more mind than an Abderite." Yet the city gave birth to some of the wisest men of Greece: as Democrītos (the laughing philosopher), Protagōras (the great sophist), Anaxarchos (the philosopher and friend of Alexander), Hecatæos (the historian), etc. / in deutscher Übersetzung: Abderit. Ein Einwohner von Abdera, einer Seestadt in Thrakien. Die Abderiten waren sprichwörtlich für ihre Dummheit bekannt, daher die Redewendung: "Du hast nicht mehr Verstand als ein Abderit". Dennoch brachte die Stadt einige der weisesten Männer Griechenlands hervor: wie Demokrit (den lachenden Philosophen), Protagoras (den großen Sophisten), Anaxarch (den Philosophen und Freund Alexanders), Hekataios (den Historiker), usw.“

Eine der Fabeln von Jean de La Fontaine (1621–1695) trägt den Titel Démocrite et les Abdéritains (Demokrit und die Abderiten).